# Heimdal (bydel)
 For alternative betydninger, se Heimdal. (Se også artikler, som begynder med Heimdal)
Heimdal er en af fire administrative bydele i Trondheim i Norge. Bydelen blev oprettet som en administrativ enhed d. 1. januar 2005, og er den største af de administrative bydele.
Bydelen omfatter områder:
- Heimdal, det denne by, som bydelen er opkaldt efter. Byen voksede from som stationsby efter Dovrebanen blev åbnet, og var kommunecenter for de tidligere herreder Tiller og Leinstrand.
- Byneset, en gammel og frugtbar jordbrugsbygd. Byneset Kirke der også erkendt som Mikalskirken i Stein, er en stenkirke fra 1100-tallet, en af de ældste i Trøndelag.
- Tiller, et af Trondheimområdets nyere boligområder, der også har en del erhvervsmæssig bebbyggelse, med blandt andet indkøbscenter og industriområder.
- Kattem, et boligområde bebygget på starten af 1970'erne.
- Kolstad/Saupstad, også boligområder fra slutningen af 1960'erne.
- Klett, et større jordbrugsområde. Navnet er fra gården Klett som tilhørte Elgeseter kloster i 1500-tallet og som i 1647 var krongods.

63°21′05″N 10°21′31″Ø / 63.3514°N 10.3586°Ø